# 7587 Weckmann
A 7587 Weckmann (ideiglenes jelöléssel 1992 CF3) a Naprendszer kisbolygóövében található aszteroida. Eric Walter Elst fedezte fel 1992. február 2-án.